# 林皋 (工程专家)
林皋（1929年1月2日—），江西南昌人，中国水利工程及地震工程专家，中国科学院院士。

## 生平
1951年毕业于清华大学土木系，1954年大连工学院水能利用研究班毕业。大连理工大学教授。1997年当选为中国科学院院士。